# Concertos pour violon de Bach
Sous le vocable de concertos pour violons, écrits par Johann Sebastian Bach, cet article regroupe trois concertos pour violons et trois concertos pour violons et autres instruments :
Les trois premiers (BWV 1041 - 1043) nous sont parvenus sous leur forme originale, contrairement à d'autres qui sont des transcriptions ou des reconstitutions de manuscrits. Contemporains des Concertos Brandebourgeois, ils datent de la période de Köthen et sont écrits pour les besoins de la musique princière.
- BWV 1041 - Concerto en La mineur pour violon et orchestre à cordes (violons, altos) avec continuo
- BWV 1042 - Concerto en Mi majeur pour violon et orchestre à cordes (violons, altos) avec continuo
- BWV 1043 - Concerto en Ré mineur pour deux violons et orchestre à cordes (violons, altos, violoncelles) avec continuo
- BWV 1044 - Concerto « Triple concerto » pour clavecin, flûte traversière et violon en la mineur
- BWV 1045 - Sinfonia en ré majeur - (sinfonia introductive d'une cantate perdue)
- BWV 1060a - Concerto pour violon et hautbois - (perdu)